# Кузьмин, Афанасий Иванович
Афана́сий Ива́нович Кузьми́н (латыш. Afanasijs Kuzmins, род. 22 марта 1947, Кривошеево, Даугавпилсский район, Латвийская ССР) — советский и латвийский стрелок, олимпийский чемпион 1988 года, многократный чемпион мира, Европы, СССР и Латвии. Заслуженный мастер спорта СССР (1984).

## Спортивная биография
- В сборной СССР по стрельбе с 1967 года
- Участник 9 летних Олимпийских игр (1976, 1980, 1988, 1992, 1996, 2000, 2004, 2008, 2012).
- Победитель турнира «Дружба-84» в стрельбе из скорострельного пистолета на 25 м.
- Первый представитель стран Балтии, завоевавший олимпийскую медаль (серебро в Барселоне-1992), после обретения балтийскими странами независимости.
- Единственный олимпийский призёр в стрелковом спорте в истории Латвии.

Рекордсмен мира в составе сборной СССР в стрельбе из пистолета центрального боя на 25 м (1762 очка, 15 августа 1990 года) и в стрельбе из стандартного пистолета на 25 м (1725 очков, 10 сентября 1985 года и 8 сентября 1986 года).
Женат, двое детей (Диана и Инна).

### Участие в Олимпийских играх
Включение в состав латвийской сборной на летних играх Олимпийские игры 2012 года в Лондоне позволило Кузьмину довести число своих участий в Олимпиадах до 9, что поставило Афанасия в один ряд со знаменитым австрийским яхтсменом Хубертом Раудашлем, который участвовал в 9 Олимпийских играх с 1964 по 1996 годы, что является вторым результатом в истории современных Олимпиад. Кузьмин имел хорошие шансы выступить и на Олимпиадах 1968 и 1972 годов, но по различным причинам не попал тогда в сборную СССР.
В 10 Олимпиадах участвовали канадский конник Иан Миллар (не подряд) и грузинский стрелок из пистолета Нино Салуквадзе (подряд).

## Награды
- Орден «Знак Почёта» (1985)
- Орден Дружбы народов
- Орден Виестура (Латвия)